# Алесия Кара
Алесия Карачоло (на италиански: Alessia Caracciolo), по-известна като Алесия Кара (на италиански: Alessia Cara) е канадска певица, автор на песни и носител на награда „Грами“.

## Биография и творчество
Алесия е родена на 11 юли 1996 г. в Брамптън, Канада. Родителите ѝ са от италиански произход. От ранно детство пише поезия и играе в театъра. На 10-годишна възраст научава да свири някои песни на китара, и с тях се явява на междуучилищни конкурси за таланти. На 13-годишна възраст, родителите ѝ и подаряват собствена китара по случай рождения ѝ ден, което я мотивира да започне да качва кавър версии в сайта за видео споделяне Ютуб. 
През 2014 г. дъщерята на изпълнителния директор на компанията EP Entertainment забелязва един от кавърите ѝ и съветва баща си да я вземе под крилото си. Скоро след това Алесия пътува до САЩ и подписва мениджърски договор с компанията, което я довежда до звукозаписна сделка с Def Jam през същата година.
През 2015 г. издава дебютния си сингъл, Here, който достига пето място в Билборд Хот 100. Следват първият ѝ EP албум, Four Pink Walls, който достига единадесето място в канадския чарт за албуми и дебютният ѝ албум, Know-It-All, който достига девето място в Билборд 200 и придобива платинен статут по продажби.
През 2018 г. печели наградата за най-добър нов изпълнител на наградите „Грами“. През ноември издава втория си албум, The Pains Of Growing. През септември 2019 г. издава своя втори EP албум, озаглавен This Summer.

## Дискография

### Албуми
- Know-It-All (2015)
- The Pains Of Growing (2018)
- In The Meantime (2021)
- Love & Hyperbole (2025)

### EP албуми
- Four Pink Walls (2015)
- This Summer (2019)